# Toshihiro Nagoshi
Toshihiro Nagoshi (名越 稔洋 Nagoshi Toshihiro?, nacido el 17 de junio de 1965 en Shimonoseki, Yamaguchi) es un productor y diseñador de videojuegos japonés. Es el jefe agente creativo para Sega y un miembro del consejo de administración para Atlus (anteriormente Sega Dream Corporation). Se unió a Sega en 1989.

## Carrera
Nagoshi se graduó en producción de películas y se unió a Sega poco después, trabajando para el segundo departamento de arcade (AM2) en Sega bajo Yū Suzuki como diseñador de CG. Su primer título fue Virtua Racing como diseñador jefe. Después creó su propio juego de carreras, Daytona USA, donde fue productor, director y diseñador jefe. Creó más juegos de carreras arcade con Scud Race en 1996 y Daytona USA 2 en 1998. 
En 1998, Nagoshi tenía su propio departamento de arcade, donde trabajó en SpikeOut. También fue muy importante para hacer que Shenmue cobrara vida. Aunque los créditos solo nos dicen que era supervisor; él ha revelado la historia del desarrollo. Fue llamado por el CEO en el momento de terminar el juego y, como resultado, tuvo que servir como productor y director en los últimos meses de desarrollo. Reconoció esto como uno de los puntos de inflexión en su carrera.

### Amusement Vision
En el 2000, Sega separó sus departamentos internos de investigación y desarrollo de la compañía principal y los estableció en nueve subsidiarias semiautónomas, cada una de ellas con un presidente electo como jefe de estudio. Toshihiro Nagoshi se convirtió en jefe de Amusement Vision, donde contribuyó aún más a la línea de juegos de Sega con Planet Harriers, las secuelas de SpikeOut y las derivaciones. Para Dreamcast, rehízo su primer juego, Daytona USA como Daytona USA 2001. Cuando Sega se convirtió en un tercero, se mudó del desarrollo de juegos electrónicos. Amusement Vision se hizo más conocido por su trabajo en Nintendo GameCube, con los primeros dos títulos de Super Monkey Ball en 2001 y 2002, y F-Zero GX en 2003, Nagoshi realizado en conjunto con Shigeru Miyamoto. Durante el tiempo de desarrollo de F-Zero GX, Nagoshi escribió una columna regular en Edge, titulada "AV Out" en referencia a las dos iniciales de Amusement Vision, que era el nombre de su división de desarrollo, y el término de electrónica de consumo "A/V".
Después de la colaboración con Nintendo en F-Zero GX, Nagoshi afirmó haber recibido una llamada de Nintendo, solicitando el código fuente del juego y pidiéndole que explicara cómo hicieron ese juego. Declaró: "Después de su lanzamiento, recibí una llamada de Nintendo. Dijeron que querían ver todo el código fuente del juego y querían que les explicara cómo habíamos hecho ese juego, en ese plazo y con ese presupuesto, en detalle. Se preguntaban cómo lo habíamos hecho, no pudieron resolverlo. Pudimos lograr algo mucho más alto de lo que Nintendo había esperado".

### Administración
En 2003, se produjeron cambios importantes en Sega, que consolidaron gran parte de sus estudios. Nagoshi fue nombrado para el grupo de oficiales de la compañía. En 2005, estuvo a cargo de la New Entertainment Division en Sega, que albergaba a su equipo anterior, con la incorporación de personal que trabajó en Jet Set Radio, Panzer Dragoon Orta y GunValkyrie, que ya produjo el lanzamiento de Ollie King arcade en Amusement Visión.
Nagoshi lanzó la franquicia Yakuza. El primer título costó $21 millones para producir y la primera entrada de PlayStation 3, Ryū ga Gotoku Kenzan! era más caro, con Nagoshi afirmando que era su mayor producción desde que comenzó a trabajar en videojuegos para el consumidor. Para 2009, New Entertainment disminuyó y Nagoshi se convirtió en el Oficial Creativo de I+D de Sega de la División de Consumidores de Japón.
En febrero de 2012, se anunció que Nagoshi sería promovido al cargo de director creativo en Sega de Japón, además de ser nombrado miembro de la junta directiva de la compañía. Él tomó estas posiciones el 1 de abril de 2012. En octubre de 2013, una vez que Sega Sammy compró Index Corporation en quiebra bajo la corporación shell, Sega Dream Corporation, Nagoshi fue nombrado miembro de la junta directiva del reformado Atlus.

## Trabajos
| Juego                                 | Rol                                           | Año  | Referencias   |
| ------------------------------------- | --------------------------------------------- | ---- | ------------- |
| G-LOC: Air Battle                     |                                               | 1990 | [ 13 ]        |
| Rent-A-Hero                           | Artist                                        | 1991 | [ 14 ]        |
| Virtua Racing                         | Chief Designer                                | 1992 | [ 15 ]        |
| Virtua Fighter                        | CG Designer                                   | 1993 | [ 16 ]        |
| Daytona USA                           | Chief Designer, Director, Producer            | 1993 | [ 17 ]        |
| Virtua Fighter 2                      | Stage Designer                                | 1994 | [ 17 ]        |
| Scud Race                             | Producer, Game Director                       | 1996 | [ 18 ]        |
| Virtua Fighter 3                      | Character Modeling Direction, Supervisor      | 1996 | [ 19 ]        |
| Spikeout: Digital Battle Online       | Chief Designer, Producer, Director            | 1998 | [ 19 ]        |
| Daytona USA 2: Battle on the Edge     | Producer                                      | 1998 | [ 19 ]        |
| Spikeout: Final Edition               | Chief Designer, Producer, Director            | 1999 | [ 19 ]        |
| Shenmue                               | Supervisor (R&D Dept. #4), Producer, Director | 1999 | [ 19 ] [ 15 ] |
| Slashout                              | Producer                                      | 2000 | [ 17 ]        |
| Planet Harriers                       | Producer, Director                            | 2000 | [ 19 ]        |
| Daytona USA 2001                      | Producer, Game Director, Design Director      | 2001 | [ 19 ]        |
| Spikers Battle                        | Producer                                      | 2001 | [ 19 ]        |
| Monkey Ball                           | Producer, Director                            | 2001 | [ 16 ]        |
| Super Monkey Ball                     | Producer, Director                            | 2001 | [ 19 ]        |
| Super Monkey Ball Jr.                 | Producer, Director                            | 2002 | [ 19 ]        |
| Super Monkey Ball 2                   | Producer, Director                            | 2002 | [ 19 ]        |
| F-Zero GX                             | Producer                                      | 2003 | [ 19 ] [ 20 ] |
| Spikeout: Battle Street               | Producer                                      | 2005 | [ 18 ]        |
| Super Monkey Ball: Touch & Roll       | Producer, Director                            | 2005 | [ 18 ]        |
| Yakuza                                | General Supervisor/Producer                   | 2005 | [ 19 ]        |
| Super Monkey Ball: Banana Blitz       | Producer, Director                            | 2006 | [ 18 ]        |
| Yakuza 2                              | Original Concept, General Director            | 2006 | [ 19 ]        |
| Ryu ga Gotoku Kenzan!                 | Original Concept/Setting, General Director    | 2008 | [ 21 ]        |
| Yakuza 3                              | Original Concept/Setting, General Director    | 2009 | [ 18 ]        |
| Kurohyō: Ryū ga Gotoku Shinshō        | General Director                              | 2010 | [ 22 ]        |
| Yakuza 4                              | Original Concept/Setting, General Director    | 2010 | [ 19 ]        |
| Yakuza: Dead Souls                    | General Director                              | 2011 | [ 18 ]        |
| Binary Domain                         | General Director                              | 2012 | [ 19 ]        |
| Yakuza 5                              | General Director                              | 2012 | [ 19 ]        |
| Hero Bank                             | Producer                                      | 2014 | [ 23 ]        |
| Ryu ga Gotoku: Ishin!                 | General Director                              | 2014 | [ 24 ] [ 25 ] |
| Yakuza 0                              | Executive Director                            | 2015 | [ 18 ]        |
| Yakuza Kiwami                         | Executive Director                            | 2016 | [ 19 ]        |
| Yakuza 6: The Song of Life            | Executive Director                            | 2016 | [ 18 ]        |
| Yakuza Kiwami 2                       | Executive Director                            | 2017 | [ 19 ]        |
| Fist of the North Star: Lost Paradise | Executive Director                            | 2018 | [ 18 ]        |
| Judgment                              | Based on a story by, Executive Director       | 2018 | [ 17 ]        |
| Yakuza: Like a Dragon                 | Executive Director                            | 2020 | [ 26 ]        |